# Rhepoxynius gemmatus
Rhepoxynius gemmatus är en kräftdjursart som först beskrevs av J. L. Barnard 1969.  Rhepoxynius gemmatus ingår i släktet Rhepoxynius och familjen Phoxocephalidae. Inga underarter finns listade i Catalogue of Life.